# Pęplino
Pęplino (kaszb. Pãplënò, niem. Horst) – wieś w Polsce położona w województwie pomorskim, w powiecie słupskim, w gminie Ustka.
Wieś jest siedzibą sołectwa Pęplino. Nieoficjalnymi częściami miejscowości są Kolonia Pęplino Pierwsze i Kolonia Pęplino Trzecie.
W latach 1975–1998 miejscowość administracyjnie należała do województwa słupskiego.

## Nazwa
Nazwa jest tzw. chrztem nazewniczym i została przeniesiona z nazwy pobliskiego strumienia Pęplina, której nazwa wywodzi się od niepoświadczonego przymiotnika *pǫpъnъ „środkowy, centralny” z formantem -ina, z dysymilacją pierwszej spółgłoski nosowej /n/ do ustnej /l/ poświadczoną już na gruncie nazwy niemieckiej Pamplin.
Niemiecka nazwa Horst ma charakter toponimiczny i wywodzi się od rzeczownika pospolitego Horst „gniazdo”.
Rada Języka Kaszubskiego proponuje kaszubską formę nazwy Pãplëno.